# Dharmshala
Dharmshala (hindi धर्मशाला, Dharmaśālā) este o localitate cu ca.19.000 loc. care se întinde pe o suprafață de  29 km². Ea este situată la poalele masivului Himalaya în statul Himachal Pradesh, districtul Kangra din India. Din anul 1961 se află aici Facultatea de medicină numită după Tenzin Gyatso ( Dalai Lama), care a întemeiat facultatea.

## Galerie de imagini

Dharamsala
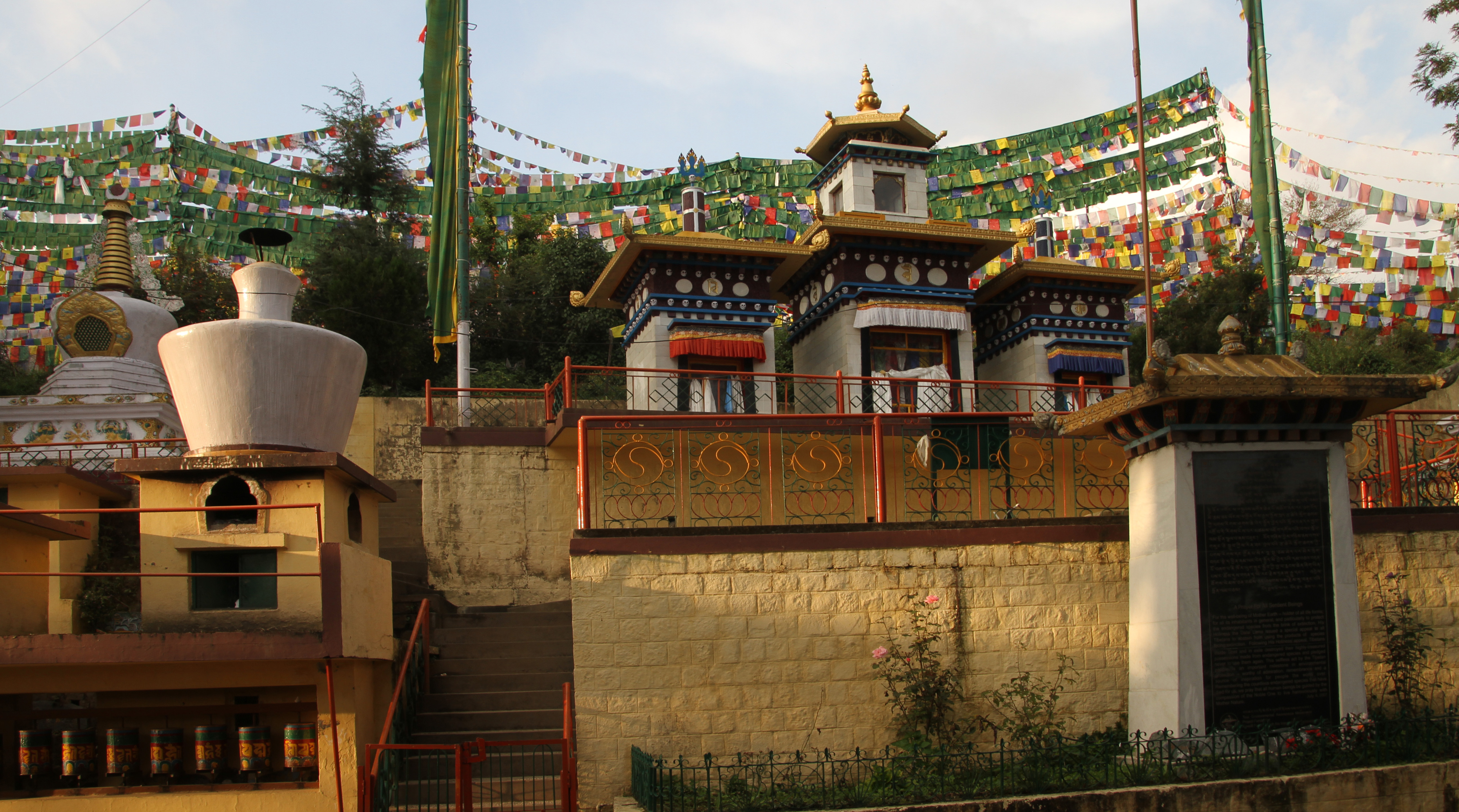
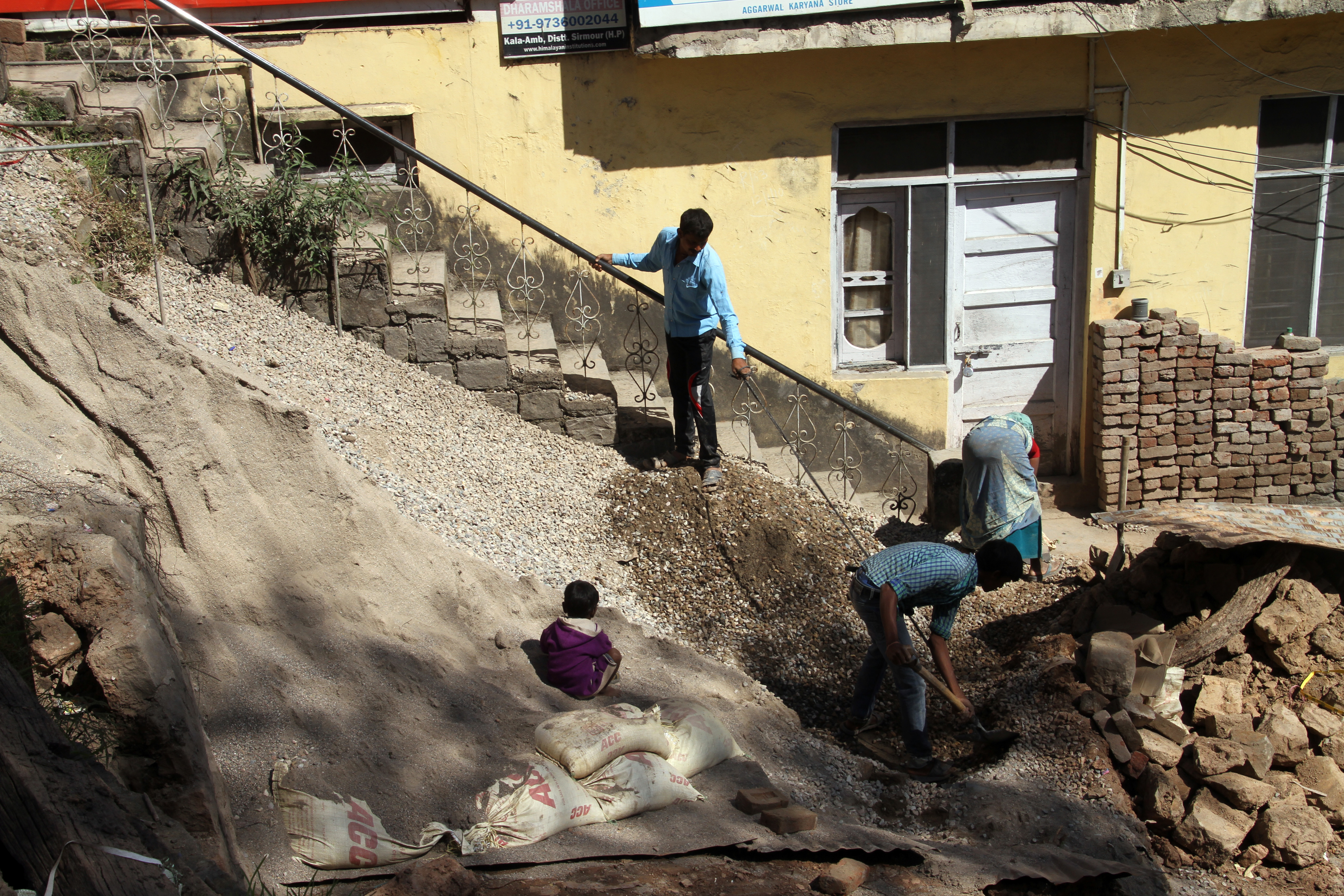
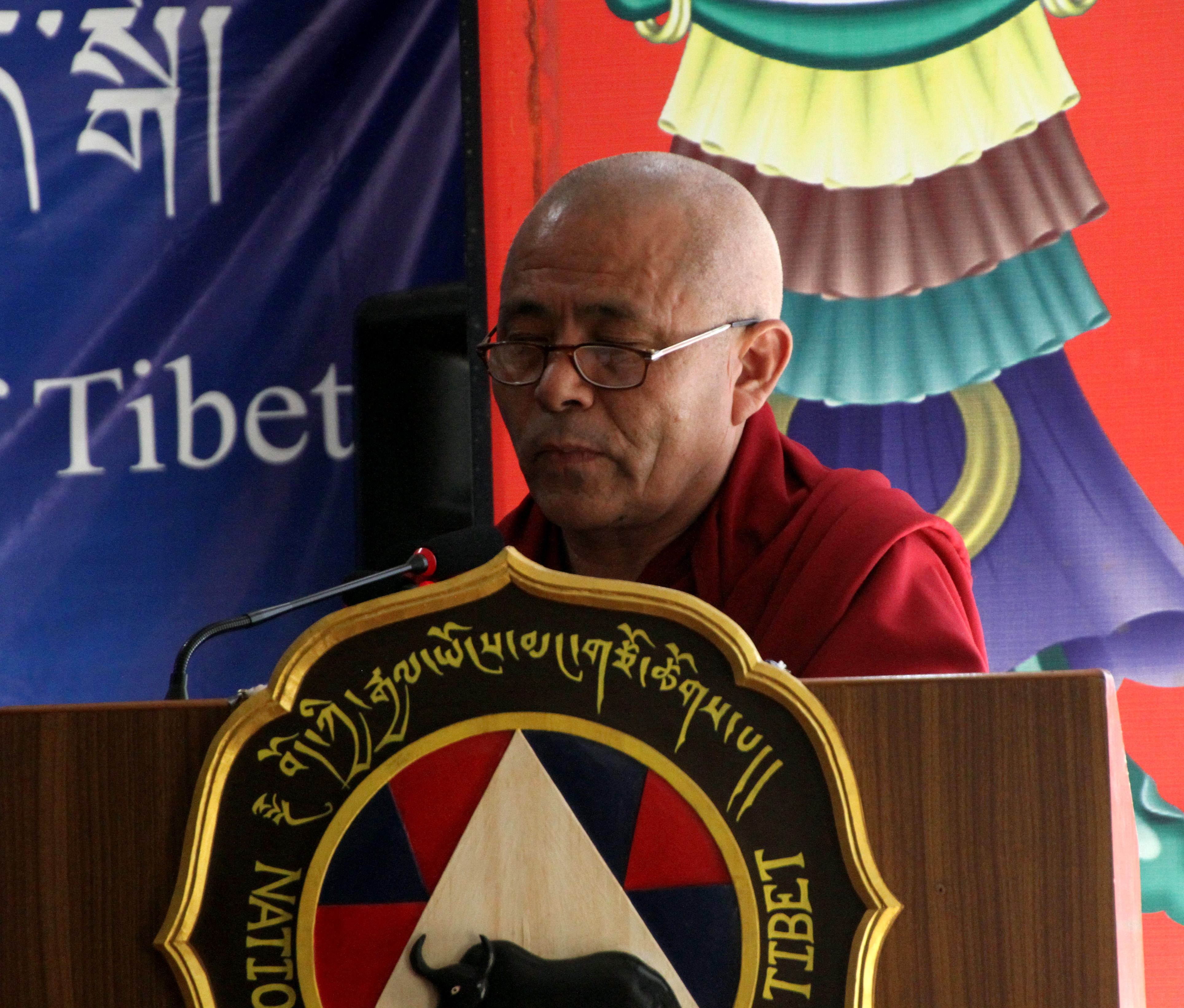
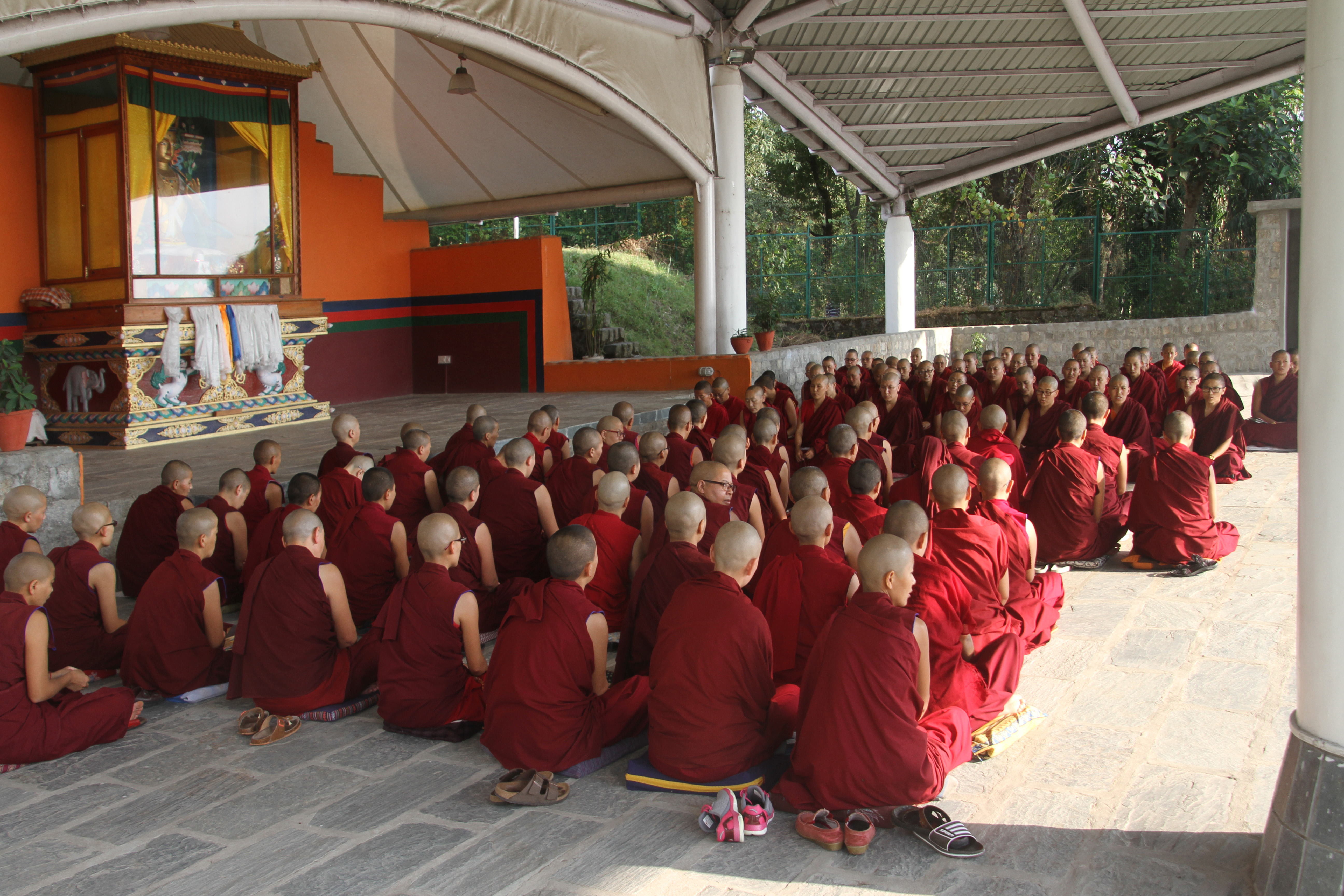
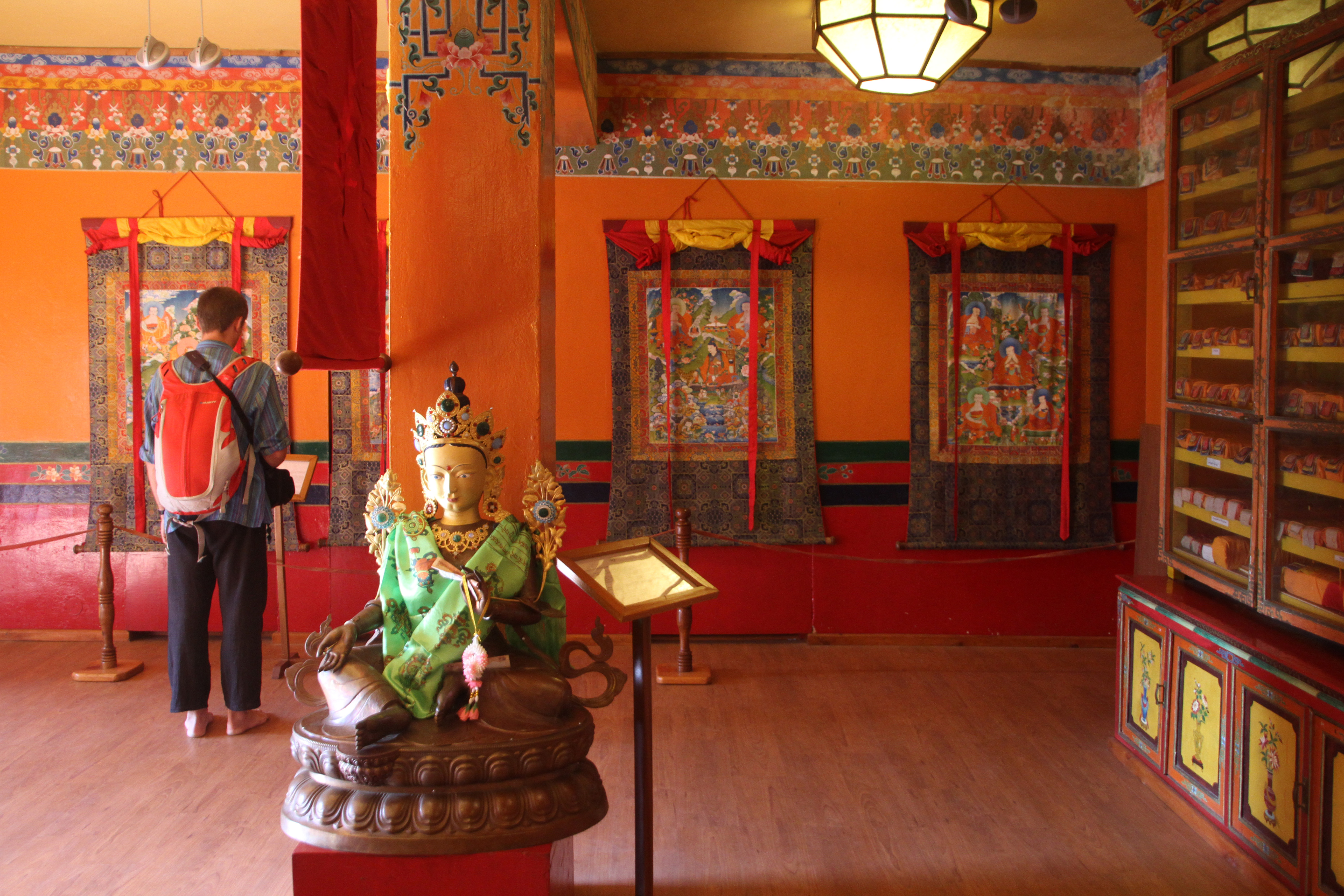
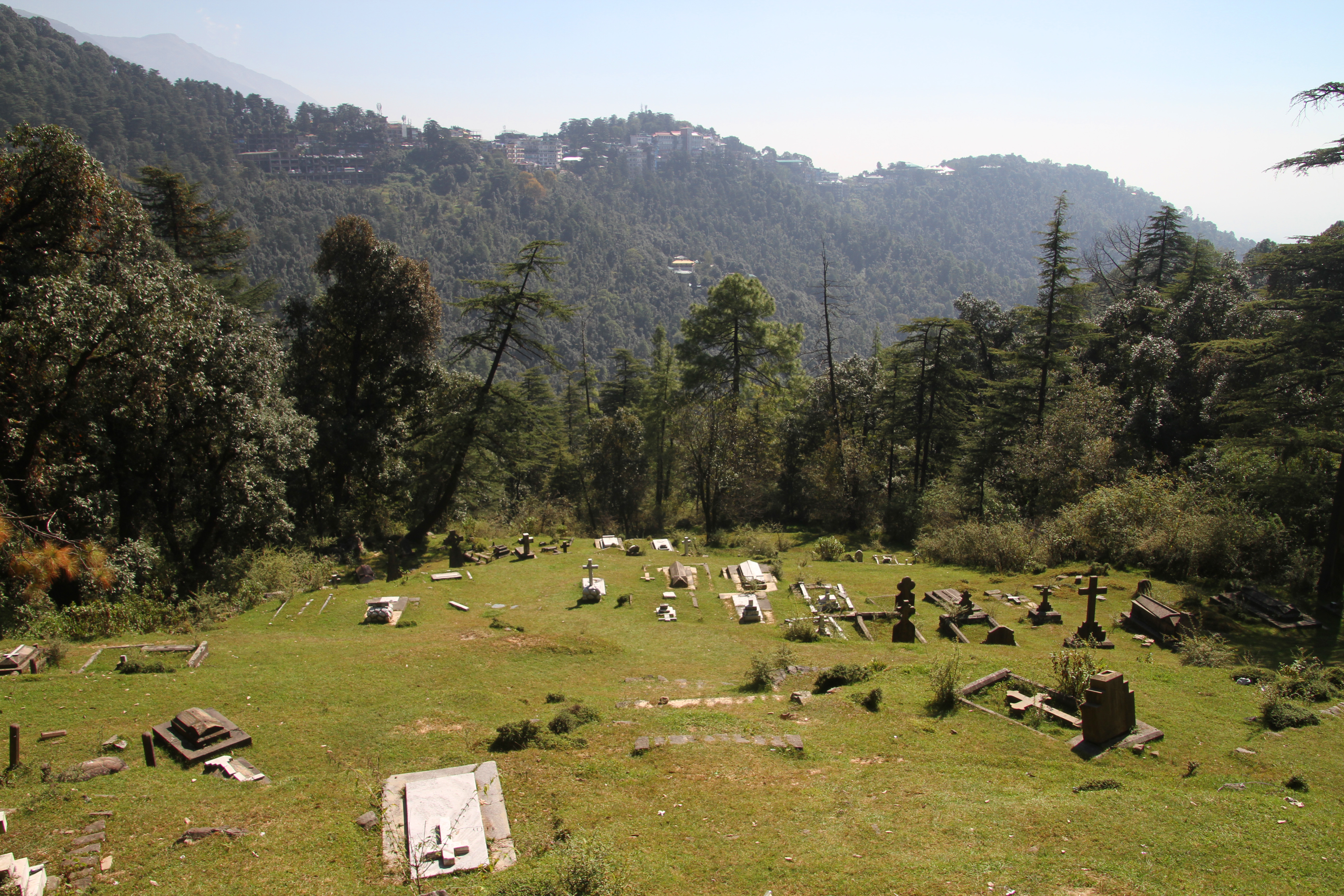
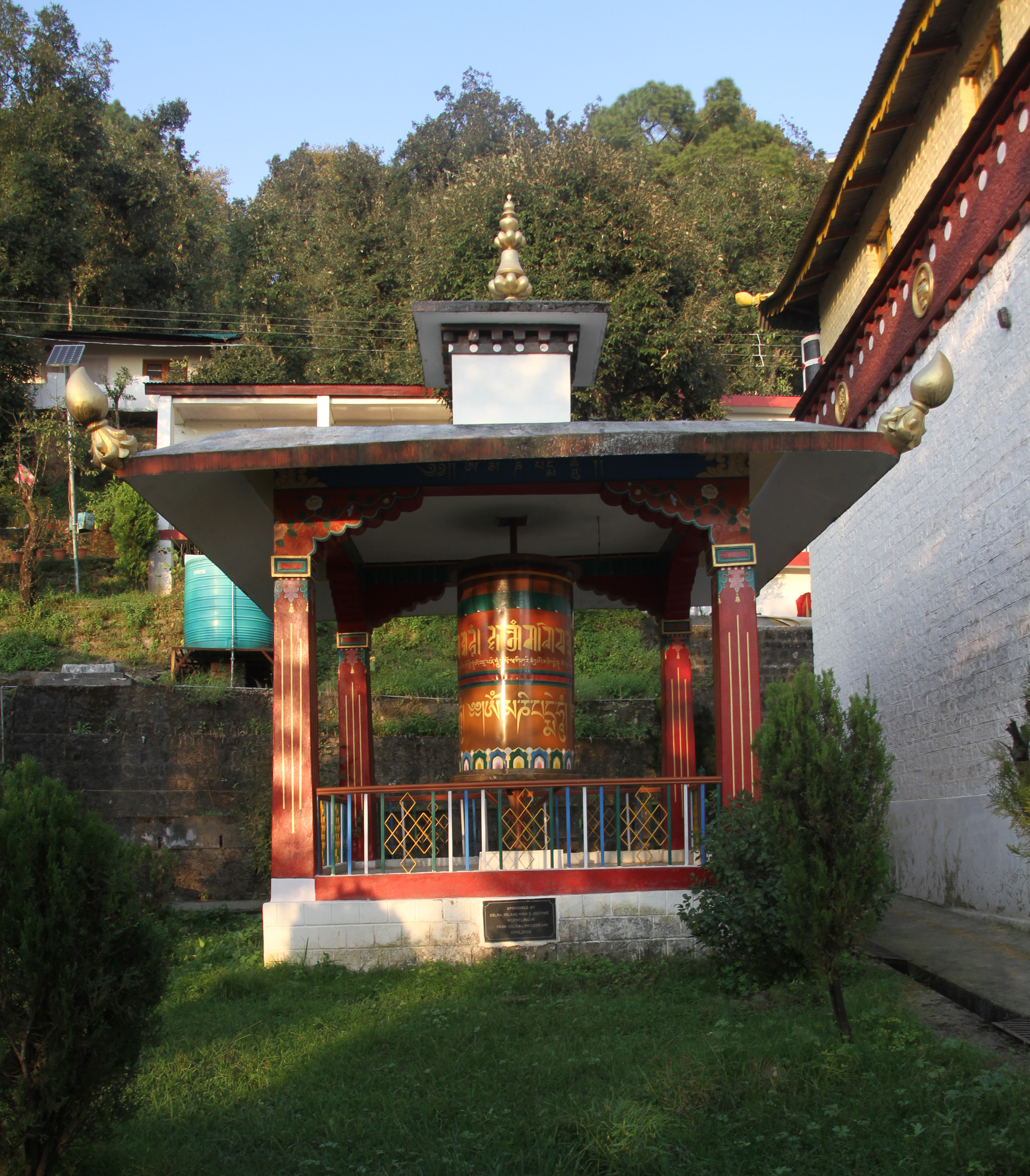
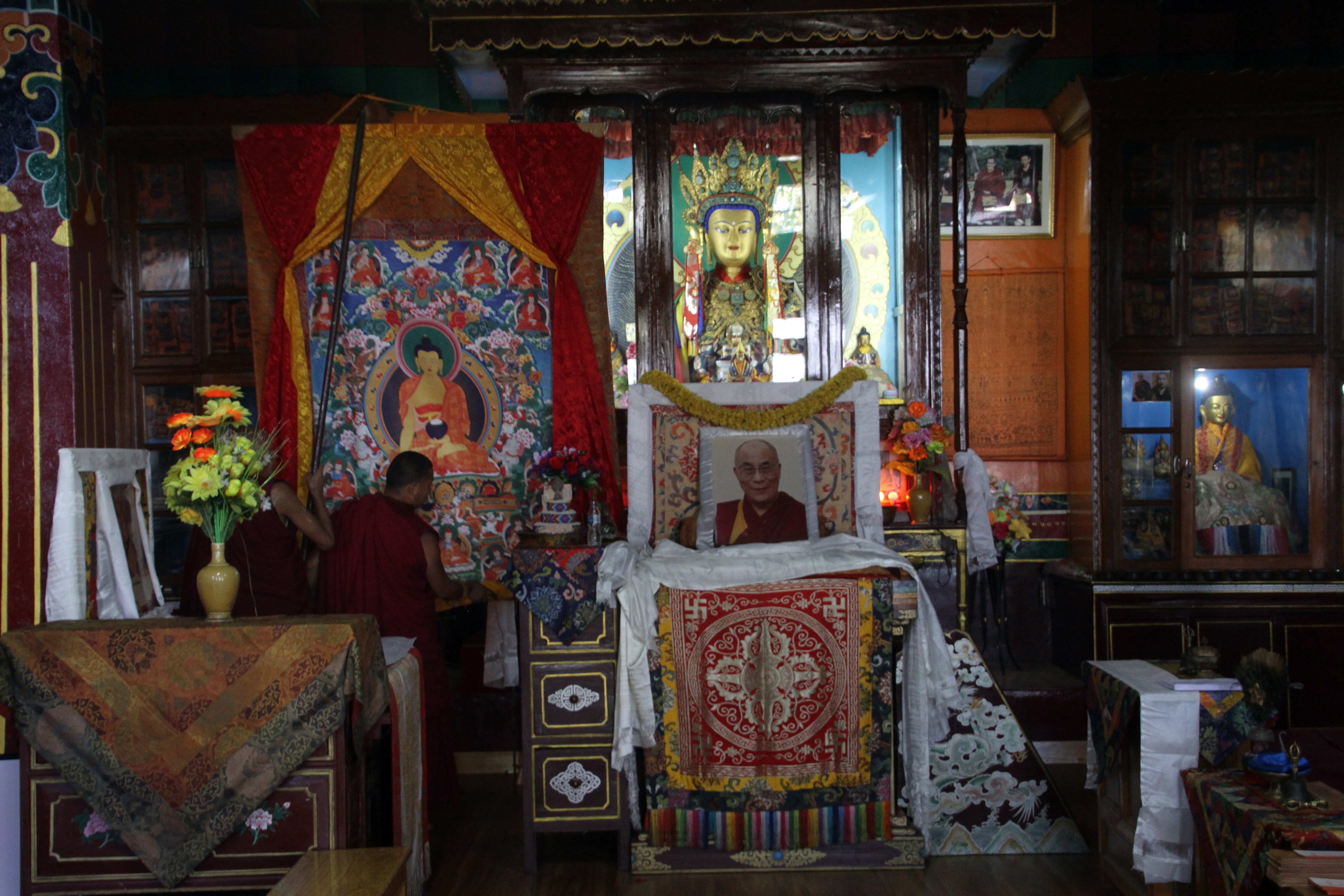